# Isola Vansittart
Nagjuttuuq (in lingua inuktitut: ᓇᒡᔪᑦᑑᖅ), conosciuta in precedenza come Vansittart, è un'isola disabitata del territorio di Nunavut, in Canada.
È situata nel Bacino di Foxe, a nord dell'isola di Southampton, e ha un'area di 997 km².